# Chelsea Football Club 1970-1971
Questa voce raccoglie le informazioni riguardanti il Chelsea Football Club nelle competizioni ufficiali della stagione 1970-1971.

## Stagione
L'8 agosto 1970 si svolge la finale del Charity Shield, dove i Blues vengono sconfitti 1-2 dall'Everton.Il campionato inglese inizia il 15 agosto 1970 e il Chelsea comincia con un 2-1 contro il Derby County, uno 0-0 contro il Manchester United, una vittoria per 2-0 contro il West Ham United, un 2-2 contro l'Everton, un 2-1 contro l'Arsenal, uno 0-0 contro il Burnley, uno 0-1 contro il Leeds United, un 2-2 contro il Wolverhampton Wanderers, un 1-0 contro il Coventry City, un 2-1 contro l'Ipswich Town FC, uno 0-1 contro il Liverpool, un 1-1 contro il Manchester City, un 2-1 contro il Derby County, un 4-3 contro il Blackpool FC, un 2-2 contro il Southampton, un 1-0 contro l'Huddersfield Town, uno 0-2 contro il Tottenham Hotspur, un 2-1 contro lo Stoke City, un 2-2 contro il West Bromwich Albion. Il campionato prosegue con l'ottenimento di un 1-0 contro il Newcastle United, un 1-1 contro il Nottingham Forest, un 2-1 contro il West Ham, un 1-2 contro il Manchester United, uno 0-0 contro il Crystal Palace FC, uno 0-3 contro l'Everton, un 4-1 contro il West Bromwich, un 1-0 contro il Newcastle, uno 0-1 contro il Wolverhampton, un 2-0 contro il Nottingham, un 2-1 contro lo Stoke, uno 0-0 contro il Southampton, un 2-0 contro il Blackpool, un 1-2 contro il Tottenham, uno 0-0 contro l'Huddersfield, un 3-1 contro il Leeds, uno 0-2 contro l'Arsenal, un 1-1 contro il Crystal Palace, un 1-0 contro il Liverpool, un 1-1 contro il Manchester City, un 2-1 contro il Coventry, uno 0-1 contro il Burnley, uno 0-0 contro l'Ipswich. Il club londinese termina quindi in sesta posizione.Il Chelsea inizia l'FA Cup dal terzo turno, dove batte il Crystal Palace 2-0, nel quarto turno viene battuto 0-3 dal Manchester City e quindi eliminato dalla competizione.Il club londinese inizia la Football League Cup dal secondo turno, dove pareggia 1-1 con lo Sheffield Wednesday, nel replay il Chelsea lo batte 2-1, mentre nel terzo turno batte 3-2 il Middlesbrough, nel quarto viene battuto 1-2 dal Manchester United e quindi eliminato.In Coppa delle Coppe i Blues iniziano con un pareggio per 1-1 contro l'Aris Salonicco all'andata e un 5-1 al ritorno, nel secondo turno battono sia all'andata sia al ritorno 1-0 il CSKA Sofia, nei quarti di finale vengono battuti all'andata 0-2 dal Club Bruges, ma al ritorno vincono 4-0 dopo i tempi supplementari. In semifinale si ha un 1-0 contro il Manchester City sia all'andata sia al ritorno, in finale vi è un pareggio per 1-1 dopo i tempi supplementari all'andata contro il Real Madrid, mentre al ritorno il Chelsea batte la squadra spagnola 2-1, vincendo quindi il trofeo.

## Maglie e sponsor
Nella stagione 1970-1971 del Chelsea non sono presenti né sponsor tecnici né main sponsor. La divisa primaria è costituita dalla maglia blu con colletto a girocollo, calzoncini blu e calzettoni bianchi. La divisa da trasferta è formata da una maglia gialla a girocollo, pantaloncini blu e calzettoni gialli e righe blu come decorazione nella parte superiore.
| Casa | Trasferta |

## Rosa
Rosa e numerazione sono aggiornati al 31 maggio 1971.
| N. |                        | Ruolo | Calciatore      |
| -- | ---------------------- | ----- | --------------- |
|    | Inghilterra (bandiera) | P     | Peter Bonetti   |
|    | Galles (bandiera)      | P     | John Phillips   |
|    | Irlanda (bandiera)     | D     | John Dempsey    |
|    | Inghilterra (bandiera) | D     | Micky Droy      |
|    | Inghilterra (bandiera) | D     | Ron Harris      |
|    | Inghilterra (bandiera) | D     | Marvin Hinton   |
|    | Scozia (bandiera)      | D     | Stewart Houston |
|    | Scozia (bandiera)      | D     | Eddie McCreadie |
|    | Irlanda (bandiera)     | D     | Paddy Mulligan  |
|    | Inghilterra (bandiera) | D     | David Webb      |

| N. |                        | Ruolo | Calciatore      |
| -- | ---------------------- | ----- | --------------- |
|    | Scozia (bandiera)      | C     | John Boyle      |
|    | Scozia (bandiera)      | C     | Charlie Cooke   |
|    | Scozia (bandiera)      | C     | John Hollins    |
|    | Inghilterra (bandiera) | C     | Alan Hudson     |
|    | Inghilterra (bandiera) | A     | Tommy Baldwin   |
|    | Inghilterra (bandiera) | A     | Peter Houseman  |
|    | Inghilterra (bandiera) | A     | Ian Hutchinson  |
|    | Inghilterra (bandiera) | A     | Peter Osgood    |
|    | Sudafrica (bandiera)   | A     | Derek Smethurst |
|    | Inghilterra (bandiera) | A     | Keith Weller    |

## Calciomercato
| Arrivi | Arrivi        | Arrivi      | Arrivi   |
| R.     | Nome          | da          | Modalità |
| ------ | ------------- | ----------- | -------- |
| P      | John Phillips | Aston Villa | ?        |
| A      | Keith Weller  | Millwall    | ?        |

| Partenze | Partenze        | Partenze       | Partenze |
| R.       | Nome            | a              | Modalità |
| -------- | --------------- | -------------- | -------- |
| C        | Alan Birchenall | Crystal Palace | ?        |

## Statistiche

### Statistiche di squadra
| Competizione        | Punti | Totale | Totale | Totale | Totale | Totale | Totale |
| Competizione        | Punti | G      | V      | N      | P      | Gf     | Gs     |
| ------------------- | ----- | ------ | ------ | ------ | ------ | ------ | ------ |
| Campionato          | 51    | 42     | 18     | 15     | 9      | 52     | 42     |
| FA Cup              | -     | 2      | 1      | 0      | 1      | 2      | 3      |
| Football League Cup | -     | 4      | 2      | 1      | 1      | 7      | 6      |
| Coppa delle Coppe   | -     | 10     | 7      | 2      | 1      | 17     | 6      |
| Charity Shield      | -     | 1      | 1      | 0      | 0      | 2      | 1      |
| Totale              | -     | 61     | 29     | 16     | 12     | 80     | 58     |